# Harold E. Stine
Harold E. Stine (Chino, 21 settembre 1903 – Los Angeles, 2 novembre 1977) è stato un direttore della fotografia statunitense.

## Carriera
Ha ottenuto una candidatura al Premio Oscar per la migliore fotografia nel 1973 per L'avventura del Poseidon, diretto da Ronald Neame. 

## Filmografia parziale

### Cinema
- Man of Conflict, regia di Hal R. Makelim (1953)
- Ucciderò alle sette (The Couch), regia di Owen Crump (1962)
- Rivolta al braccio d (House of Women), regia di Walter Doniger (1962)
- L'impero dell'odio (Black Gold), regia di Leslie H. Martinson (1963)
- L'ammiraglio è uno strano pesce (The Incredible Mr. Limpet), regia di Arthur Lubin e Robert McKimson (1964)
- For Those Who Think Young, regia di Leslie H. Martinson (1964)
- Madame P... e le sue ragazze (A House Is Not a Home), regia di Russell Rouse (1964)
- Passi nella notte (The Night Walker), regia di William Castle (1964)
- Johnny Reno, regia di R.G. Springsteen (1966)
- Questi pazzi agenti segreti! (The Last of the Secret Agents?), regia di Norman Abbott (1966)
- Un vestito per un cadavere (The Busy Body), regia di William Castle (1967)
- Il carnevale dei ladri (The Caper of the Golden Bulls), regia di Russell Rouse (1967)
- Vivere da vigliacchi, morire da eroi (Chuka), regia di Gordon Douglas (1967)
- Il fantasma ci sta (The Spirit Is Willing), regia di William Castle (1967)
- Anno 2118: progetto X (Project X), regia di William Castle (1968)
- M*A*S*H, regia di Robert Altman (1970)
- L'idolo (The Todd Killings), regia di Barry Shear (1971)
- L'avventura del Poseidon (The Poseidon Adventure), regia di Ronald Neame (1972)

### Televisione
- Testimone oculare (Girl on the Run), regia di Richard L. Bare – film TV (1958)
- Ai confini dell'Arizona (The High Chaparral) – serie TV, 11 episodi (1967-1968)